# 조지 B. 프렌치
조지 B. 프렌치(George B. French, 1883년 4월 14일 ~ 1961년 6월 9일)는 미국의 배우이다.
할리우드에서 사망하였다. 사인은 심근 경색이다. 포리스트 론 메모리얼 파크에 매장되었다.

## 영화
- 탱크 유어 럭키 스타스 (1943년)
- 웨이 다운 이스트 (1935년)
- 레이지 라이트닝 (1926년)
- 찰리의 이모 (1925년)
- 타잔 - 엘모 린콘 편 3 (1921년)
- 타잔 - 엘모 린콘 편 2 (1918년)
- 타잔 - 엘모 린콘 편 1 (1918년)